# Laški Rovt
Laški Rovt je manjše naselje v Občini Bohinj, ki se nahaja ob cesti Bohinjska Bistrica-Bohinjsko jezero, tik pred vstopom v Triglavski narodni park med naseljema Polje in Ribčev Laz. Je del Spodnje bohinjske doline in leži na desnem bregu Save Bohinjke.
Leta 1993 se je vas odcepila od naselja Polje, kateremu so ga pridružili v obdobju SFRJ. V katastrsko občino Laškega Rovta spada tudi planina Suha.
Na koncu vasi stoji rojstna hiša Janeza Maleja, nekdanjega člana NSDJ, na njej pa je njemu v spomin pritrjena spominska plošča iz marmorja.
Jugozahodno od naselja ležijo taborna mesta Zveze tabornikov Slovenije. Pozimi je od Laškega Rovta do Bohinjske Bistrice speljana 5 km dolga tekaška proga.